# This House Is Not For Sale
This House Is Not For Sale is het veertiende studioalbum van de Amerikaanse band Bon Jovi, uitgebracht op 4 november 2016 door Island Records. Het is het eerste studioalbum waarop PhilX te horen is als leadgitarist, nadat hij in 2013 gitarist en medeoprichter Richie Sambora verving. Ook is het het eerste album met bassist Hugh McDonald als officieel bandlid, hoewel hij al sinds 1994 in de band speelde tijdens live-optredens.

## Tracklist
| Nr. | Titel                      | Duur |
| --- | -------------------------- | ---- |
| 1.  | This House Is Not For Sale | 3:36 |
| 2.  | Living with the ghost      | 4:44 |
| 3.  | Knockout                   | 3:29 |
| 4.  | Labor of Love              | 5:03 |
| 5.  | Born again tomorrow        | 3:33 |
| 6.  | Rollercoaster              | 3:40 |
| 7.  | New Year's Day             | 4:27 |
| 8.  | The Devil's in the temple  | 3:19 |
| 9.  | Scars on this guitar       | 5:06 |
| 10. | God bless this mess        | 3:23 |
| 11. | Reunion                    | 4:14 |
| 12. | Come on up to our house    | 4:35 |

| Nr. | Titel             | Duur |
| --- | ----------------- | ---- |
| 13. | Real love         | 4:34 |
| 14. | All hail the king | 4:54 |
| 15. | We don't run      | 3:17 |

| Nr. | Titel                 | Duur |
| --- | --------------------- | ---- |
| 13. | Real love             | 4:34 |
| 14. | All hail the king     | 4:54 |
| 15. | We don't run          | 3:17 |
| 16. | I will drive you home | 4:42 |
| 17. | Goodnight New York    | 3:53 |

| Nr. | Titel                 | Duur |
| --- | --------------------- | ---- |
| 13. | Real love             | 4:34 |
| 14. | All hail the king     | 4:54 |
| 15. | We don't run          | 3:17 |
| 16. | I will drive you home | 4:42 |
| 17. | Goodnight New York    | 3:53 |
| 18. | Touch of grey         |      |

| Nr. | Titel             | Duur |
| --- | ----------------- | ---- |
| 13. | Real love         | 4:34 |
| 14. | All hail the king | 4:54 |
| 15. | We don't run      | 3:17 |
| 16. | Color me in       | 4:02 |

| Nr. | Titel           | Duur |
| --- | --------------- | ---- |
| 13. | When we were us | 3:34 |
| 14. | Walls           | 3:37 |